# ديك كونواي (لاعب الرغبي)
ديك كونواي (بالإنجليزية: Dick Conway)‏ هو لاعب اتحاد الرغبي نيوزيلندي، ولد في 1935.